# Instituto Politécnico de Worcester
El Instituto Politécnico de Worcester, conocido por las siglas WPI, iniciales de su nombre en idioma inglés: Worcester Polytechnic Institute, es una universidad privada localizada en Worcester (Massachusetts), Estados Unidos.

## Historia
Fue fundado por Ichabod Washburn y John Boynton con las aportaciones monetarias y de terrenos de Stephen Salisbury II y de multitud de residentes y trabajadores de Worcester en 1865.

## Deportes
Los WPI Engineers compiten en la New England Women's and Men's Athletic Conference de la División III de la NCAA.